# Кадмор, Александр
Александр Кадмор (англ. Alexander Cudmore; 10 февраля 1888, Сент-Луис, Миссури — 18 декабря 1944, Сент-Луис, Миссури) — американский футболист, серебряный призёр летних Олимпийских игр 1904.
На Играх 1904 в Сент-Луисе Кадмор выступал за первую сборную США. Они проиграли матч Канаде, сыграли вничью, а затем выиграли встречу с другой американской командой и заняли в итоге второе место, получив серебряные медали.